# Bahrajn na Mistrzostwach Świata w Lekkoatletyce 2019
Bahrajn na Mistrzostwach Świata w Lekkoatletyce 2019 – reprezentacja Bahrajnu podczas mistrzostw świata w Doha liczyła 15 zawodników, występujących w 12 konkurencjach. Wywalczyła złoty, srebrny oraz brązowy medal.

## Medaliści
| Medal  | Zawodnik                                                    | Konkurencja                 | Rezultat | Data           |
| ------ | ----------------------------------------------------------- | --------------------------- | -------- | -------------- |
| złoto  | Salwa Eid Naser                                             | bieg na 400 m               | 48,14    | 3 października |
| srebro | Rose Chelimo                                                | maraton                     | 2:32:43  | 27 września    |
| brąz   | Musa Isah Aminat Yusuf Jamal Salwa Eid Naser Abbas Abu Bakr | sztafeta mieszana 4 × 400 m | 3:11,82  | 29 września    |

## Skład reprezentacji

### Kobiety
| Zawodniczka        | Konkurencja                   | Eliminacje | Eliminacje | Półfinał | Półfinał | Finał   | Finał   | Źródło            |
| Zawodniczka        | Konkurencja                   | Wynik      | Pozycja    | Wynik    | Pozycja  | Wynik   | Pozycja | Źródło            |
| ------------------ | ----------------------------- | ---------- | ---------- | -------- | -------- | ------- | ------- | ----------------- |
| Salwa Eid Naser    | bieg na 400 m                 | 50,74      | 3. Q       | 49,79    | 2. Q     | 48,14   | 1.      | [ 1 ] [ 2 ] [ 3 ] |
| Tigist Gashaw      | bieg na 5000 m                | DNF        | DNF        | —        | —        | NQ      | NQ      | [ 4 ]             |
| Rose Chelimo       | maraton                       | —          | —          | —        | —        | 2:33:46 | 2.      | [ 5 ]             |
| Shitaye Eshete     | maraton                       | —          | —          | —        | —        | DNF     | DNF     | [ 5 ]             |
| Desi Jisa Mokonin  | maraton                       | —          | —          | —        | —        | 2:43:19 | 12.     | [ 5 ]             |
| Aminat Yusuf Jamal | bieg na 400 m przez płotki    | 55,13      | 6. Q       | 55,54    | 17.      | NQ      | NQ      | [ 6 ] [ 7 ]       |
| Winfred Yavi       | bieg na 3000 m z przeszkodami | 9:29,40    | 13. Q      | —        | —        | 9:05,68 | 4.      | [ 8 ] [ 9 ]       |

| Zawodniczka       | Konkurencja    | Kwalifikacje | Kwalifikacje | Finał | Finał   | Źródło |
| Zawodniczka       | Konkurencja    | Wynik        | Pozycja      | Wynik | Pozycja | Źródło |
| ----------------- | -------------- | ------------ | ------------ | ----- | ------- | ------ |
| Noora Salem Jasim | pchnięcie kulą | 17,36        | 22.          | NQ    | NQ      | [ 10 ] |

### Mężczyźni
| Zawodnik             | Konkurencja      | Eliminacje | Eliminacje | Półfinał | Półfinał | Finał    | Finał   | Źródło        |
| Zawodnik             | Konkurencja      | Wynik      | Pozycja    | Wynik    | Pozycja  | Wynik    | Pozycja | Źródło        |
| -------------------- | ---------------- | ---------- | ---------- | -------- | -------- | -------- | ------- | ------------- |
| Abbas Abu Bakr       | bieg na 400 m    | 45,47      | 14. Q      | 45,26    | 17.      | NQ       | NQ      | [ 11 ] [ 12 ] |
| Abraham Rotich       | bieg na 1500 m   | 3:45,19    | 39.        | NQ       | NQ       | NQ       | NQ      | [ 13 ]        |
| Birhanu Balew        | bieg na 5000 m   | 13:25,70   | 14. q      | —        | —        | 13:14,66 | 9.      | [ 14 ]        |
| Hassan Chani         | bieg na 10 000 m | —          | —          | —        | —        | DNF      | DNF     | [ 15 ]        |
| El Hassan El-Abbassi | maraton          | —          | —          | —        | —        | 2:11:44  | 7.      | [ 16 ]        |
| Benson Seurei        | maraton          | —          | —          | —        | —        | DNF      | DNF     | [ 16 ]        |

### Mieszane
| Zawodnicy                                                   | Konkurencja        | Eliminacje | Eliminacje | Finał   | Finał   | Źródło        |
| Zawodnicy                                                   | Konkurencja        | Wynik      | Pozycja    | Wynik   | Pozycja | Źródło        |
| ----------------------------------------------------------- | ------------------ | ---------- | ---------- | ------- | ------- | ------------- |
| Musa Isah Aminat Yusuf Jamal Salwa Eid Naser Abbas Abu Bakr | sztafeta 4 × 400 m | 3:12,74    | 3. Q       | 3:11,82 | 3.      | [ 17 ] [ 18 ] |